# Mesochra meridionalis
Mesochra meridionalis är en kräftdjursart som beskrevs av Georg Ossian Sars 1905. Mesochra meridionalis ingår i släktet Mesochra och familjen Canthocamptidae. Inga underarter finns listade i Catalogue of Life.